# 20. listopad
20. listopad je 324. den roku podle gregoriánského kalendáře (325. v přestupném roce). Do konce roku zbývá 41 dní.

## Události

### Česko
- 1938 – Zástupci Československa a nacistického Německa podepsali protokol o podobě nové státní hranice mezi oběma zeměmi.
- 1944 – Nejničivější nálet spojenců na město Brno. 474 letadel svrhlo pumy, které zabily podle oficiálních údajů 578 osob, stovky domů byly zničeny a tisíce poškozeny. Američané se za nálet po konci druhé světové války omluvili.
- 1950 – Ministr kultury Zdeněk Nejedlý jmenoval Karla Ančerla šéfem České filharmonie, což vyvolalo nelibost muzikantů orchestru, kteří si vymínili právo do takových zásadních rozhodnutí mluvit.
- 1952 – Začal politický proces s Rudolfem Slánským, připravovaný na základě podnětů z Moskvy. Proces trval týden.
- 1960 – V Praze v Královské oboře bylo otevřeno planetárium.
- 1968 – Ve vrchlabském závodě AZNP Mladá Boleslav byla zahájena sériová výroba dodávkového automobilu Škoda 1203 (po dvanácti letech vývoje a více než pět let po schválení typu).

### Svět
- 0284 – Dioklecián byl zvolen římským císařem a faraonem.
- 1789 – New Jersey jako první stát Unie ratifikoval Bill of Rights
- 1873 – Spojením měst Buda a Pešť vzniklo hlavní město Maďarska Budapešť.
- 1917 – Ukrajina vyhlášena republikou.
- 1940 – Druhá světová válka: Maďarsko, Rumunsko a Slovensko se připojily k mocnostem Osy Berlín–Řím–Tokio.
- 1945 – V Norimberku v Německu byl zahájen Norimberský proces proti 22 vůdcům nacistů zapojených do holokaustu a dalších válečných zločinů.
- 1968 – Ve Slovinsku byl ustaven hlavní štáb Teritoriální obrany, jež v Jugoslávii vznikla v důsledku srpnové invaze vojsk Varšavské smlouvy do Československa.
- 1985 – Microsoft vydal Windows 1.0.
- 1991 – Válka v Jugoslávii: srbské paravojenské jednotky započaly u Vukovaru s masakrem na farmě Ovčara, kdy během noci na 21. listopad povraždili cca 260 lidí.
- 1998 – Z kosmodromu Bajkonur v Kazachstánu byl na nosné raketě Protonu vypuštěn do vesmíru první modul vesmírné stanice ISS Zarja.
- 2002 – Evropský parlament v Bruselu dospěl k závěru, že dekrety prezidenta Beneše nejsou z hlediska evropského práva překážkou vstupu České republiky do Evropské unie.

## Narození
Automatický abecedně řazený seznam viz Kategorie:Narození 20. listopadu

### Česko

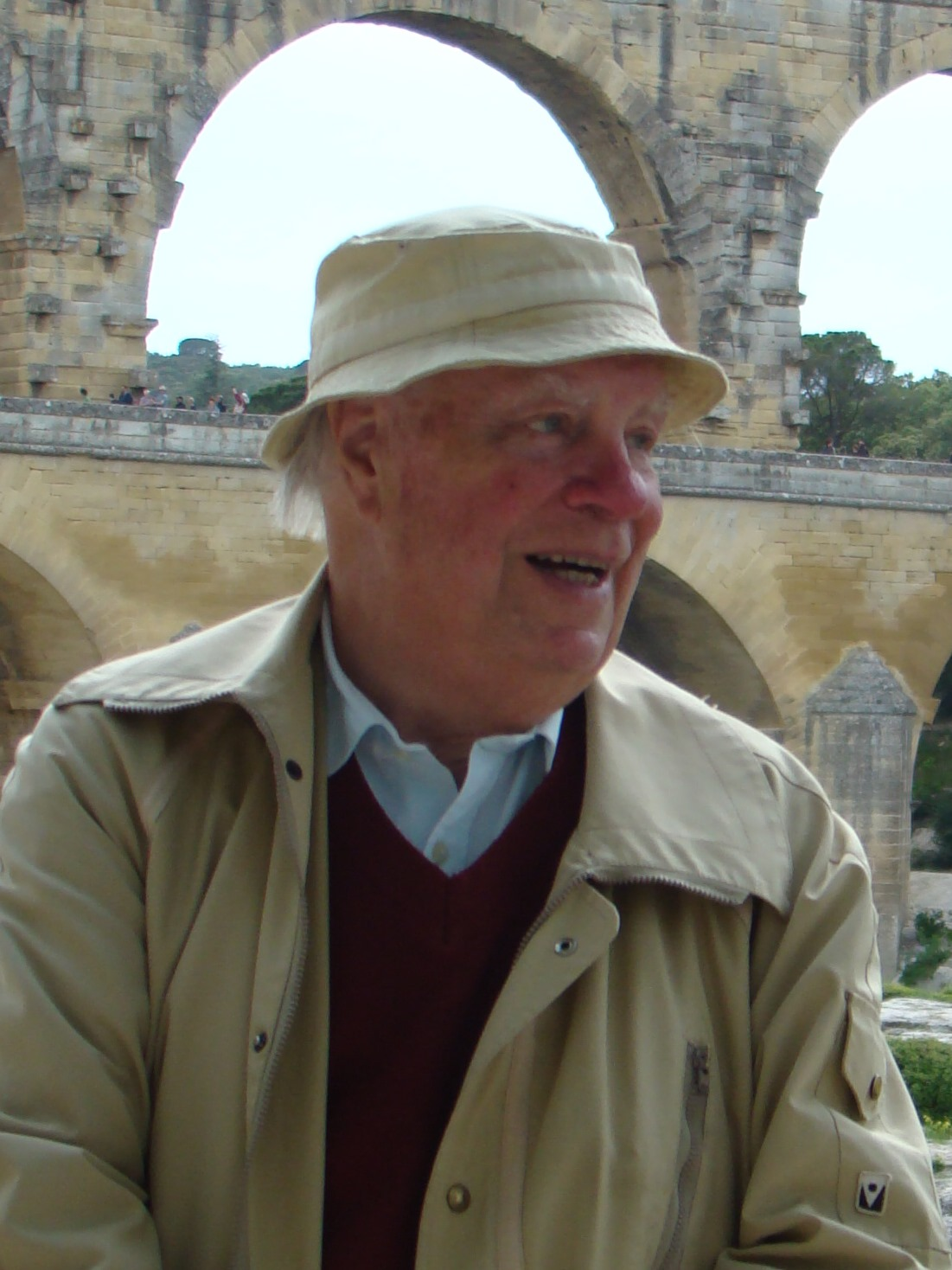
František Němec (* 1932)

- 1817 – Friedrich Wiener, rakouský a český právník a politik německé národnosti († 9. března 1887)
- 1829 – Bohdan Neureutter, dětský lékař, profesor UK († 13. dubna 1899)
- 1842 – Kristian Petrlík, profesor inženýrského stavitelství, rektor ČVUT († 31. března 1908)
- 1848 – Otakar Feistmantel, geolog a paleontolog († 10. února 1891)
- 1858 – František Topič, nakladatel a vydavatel († 25. března 1936)
- 1862 – Josef Theurer, fyzik a matematik († 7. září 1927)
- 1863 – Josef Opletal, lesník († 18. prosince 1953)
- 1868 – Josef Kubelka, básník († 20. července 1894)
- 1875 – Josef Rotnágl, československý politik († 2. prosince 1958)
- 1881
  - Josef Böhm, hudební skladatel, varhaník a sbormistr († 8. ledna 1967)
  - Ladislav Pfuster, básník a překladatel († 1915)
- 1884 – Josef Rozsíval, herec († 15. srpna 1941)
- 1885 – Bohumil Holý, učitel, stenograf a autor všeslovanštiny († 3. dubna 1947)
- 1893 – Felix Tauer, orientalista († 17. března 1981)
- 1895 – Alois Liška, generál († 7. února 1977)
- 1897 – Benjamin Klička, lékař a spisovatel († 26. prosince 1943)
- 1900 – František Vladimír Foit, sochař, etnograf a cestovatel († 31. srpna 1971)
- 1901 – František Michl, malíř-krajinář, designér a grafik († 4. června 1977)
- 1909 – Josef Štafl, mistr cukrář († 16. února 2005)
- 1912 – Jiří Štuchal, kabaretní a cirkusový herec, bavič a konferenciér († 2. března 1979)
- 1914 – Jan Černý, student a studentský funkcionář popravený gestapem († 17. listopadu 1939)
- 1918 – Jan Zuska, básník a hudebník († 24. dubna 1979)
- 1920 – Miroslav Tichý, malíř a fotograf († 12. dubna 2011)
- 1923
  - František Pavlíček, dramatik a scenárista († 29. září 2004)
  - Josef Mleziva, chemický inženýr a vysokoškolský pedagog († 2000)
- 1925 – Václav Klička, spisovatel a překladatel († 1994)
- 1926
  - Miloš Axman, sochař († 30. ledna 1990)
  - Miroslav Tichý, fotograf a malíř († 12. dubna 2011)
- 1928 – Emil Skála, germanista († 17. srpna 2005)
- 1931 – Miroslav Dolejší, publicista a politický vězeň komunistického režimu († 26. června 2001)
- 1932 – František Němec, kameraman a fotograf
- 1935 – Jiří Švec, československý reprezentant v řecko-římském zápase († 30. června 2014)
- 1936 – Lydie Roskovcová, fyzička, synodní kurátorka Českobratrské církve evangelické
- 1942 – Marie Svatošová, lékařka, spisovatelka a publicistka
- 1946 – Marcel Grün, astronom († 2. listopadu 2020)
- 1947 – Lumír Ondřej Hanuš, chemik a vědec
- 1948
  - Zdeněk Šplíchal, malíř a grafik
  - Jaroslav Čvančara, pedagog, historik, spisovatel, publicista a hudebník
- 1952 – Vlastimil Zwiefelhofer, sportovec, vytrvalostní běžec
- 1955 – Jan Vedral, dramatik a teatrolog
- 1960 – Miloš Kužvart, geolog a politik, ministr životního prostředí

### Svět

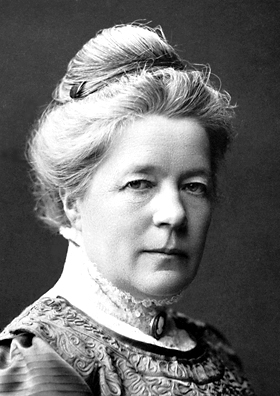
Selma Lagerlöfová (* 1858)

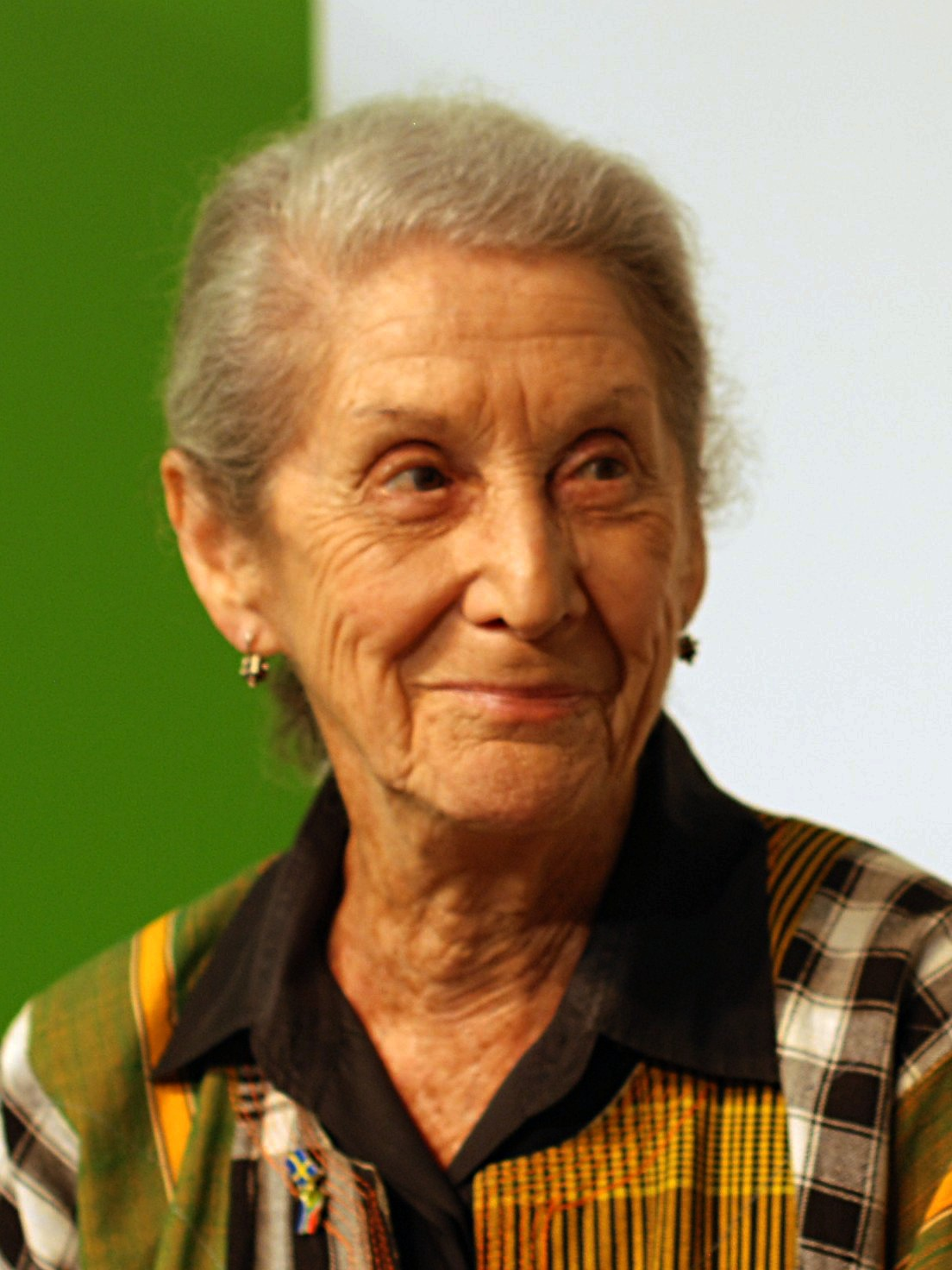
Nadine Gordimerová (* 1923)

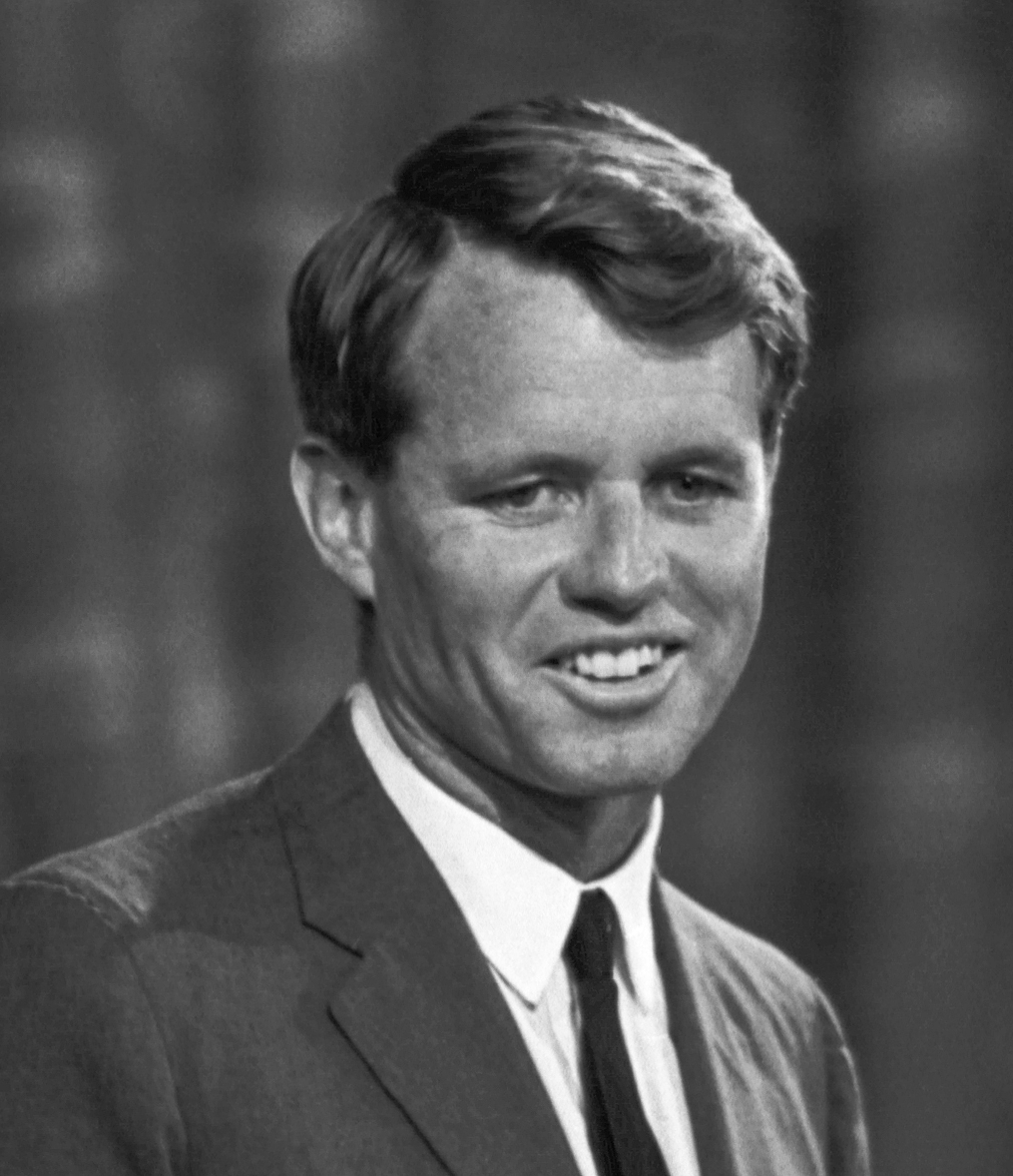
Robert F. Kennedy (* 1925)

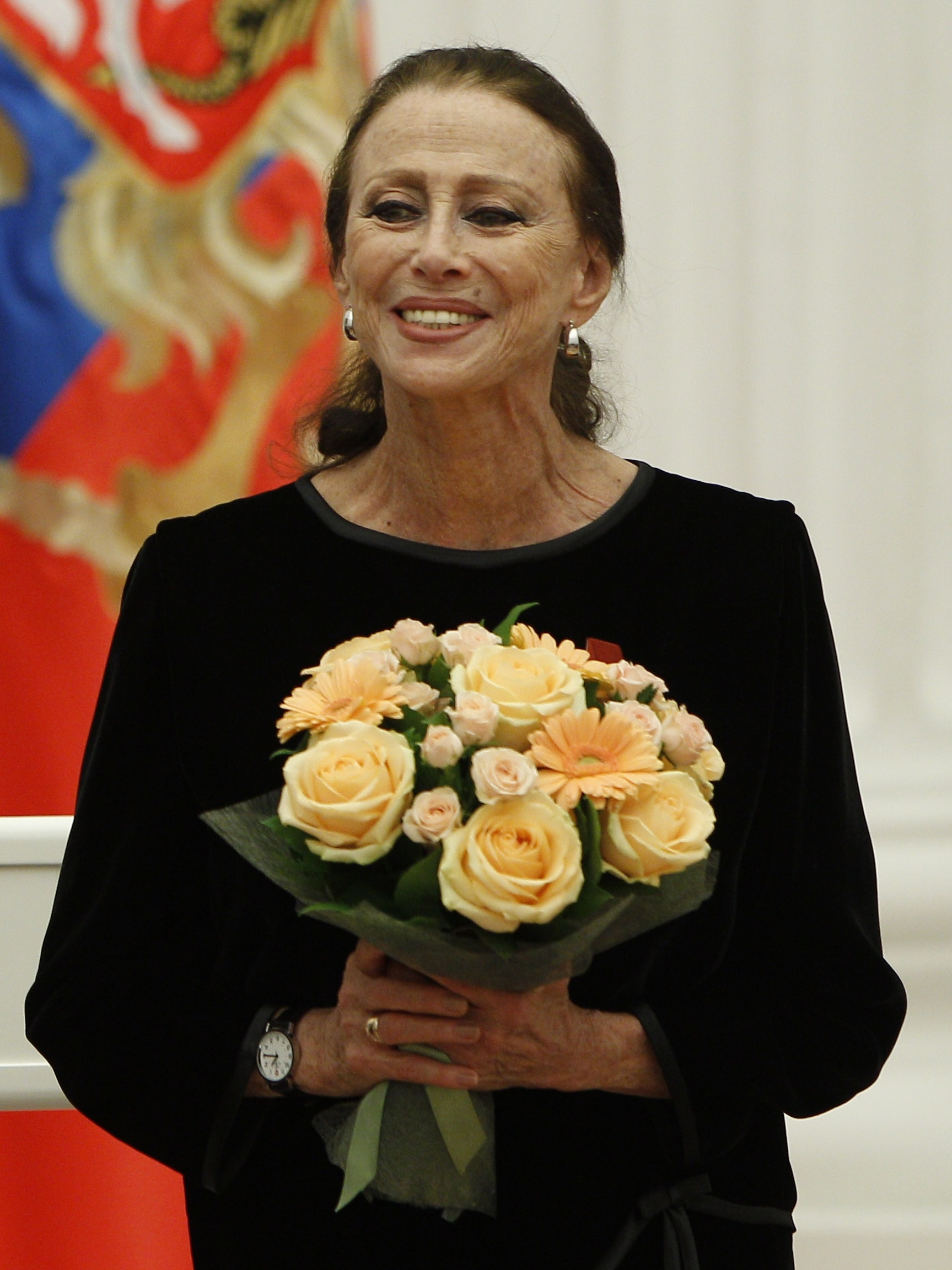
Maja Plisecká (* 1925)

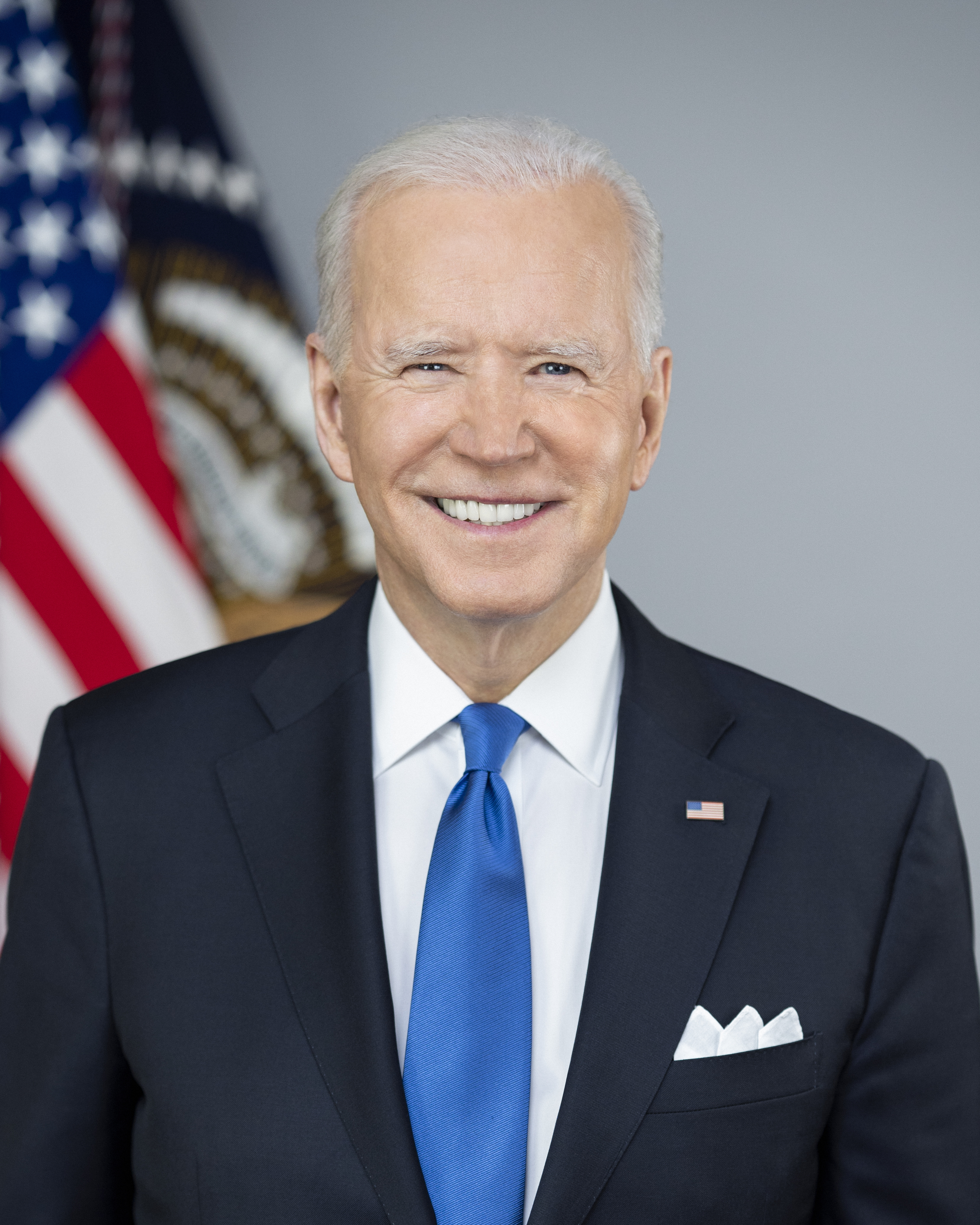
Joe Biden (* 1942)

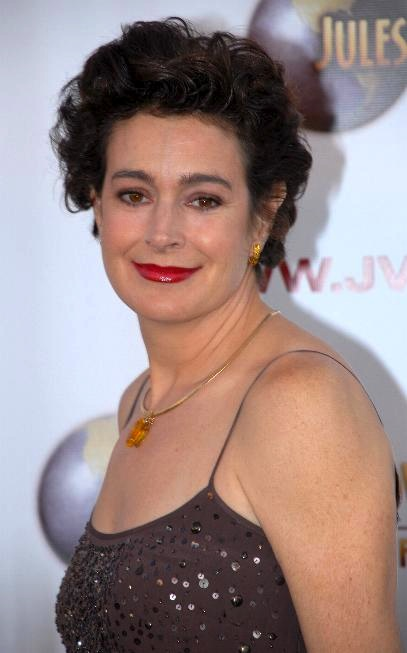
Sean Youngová (* 1959)

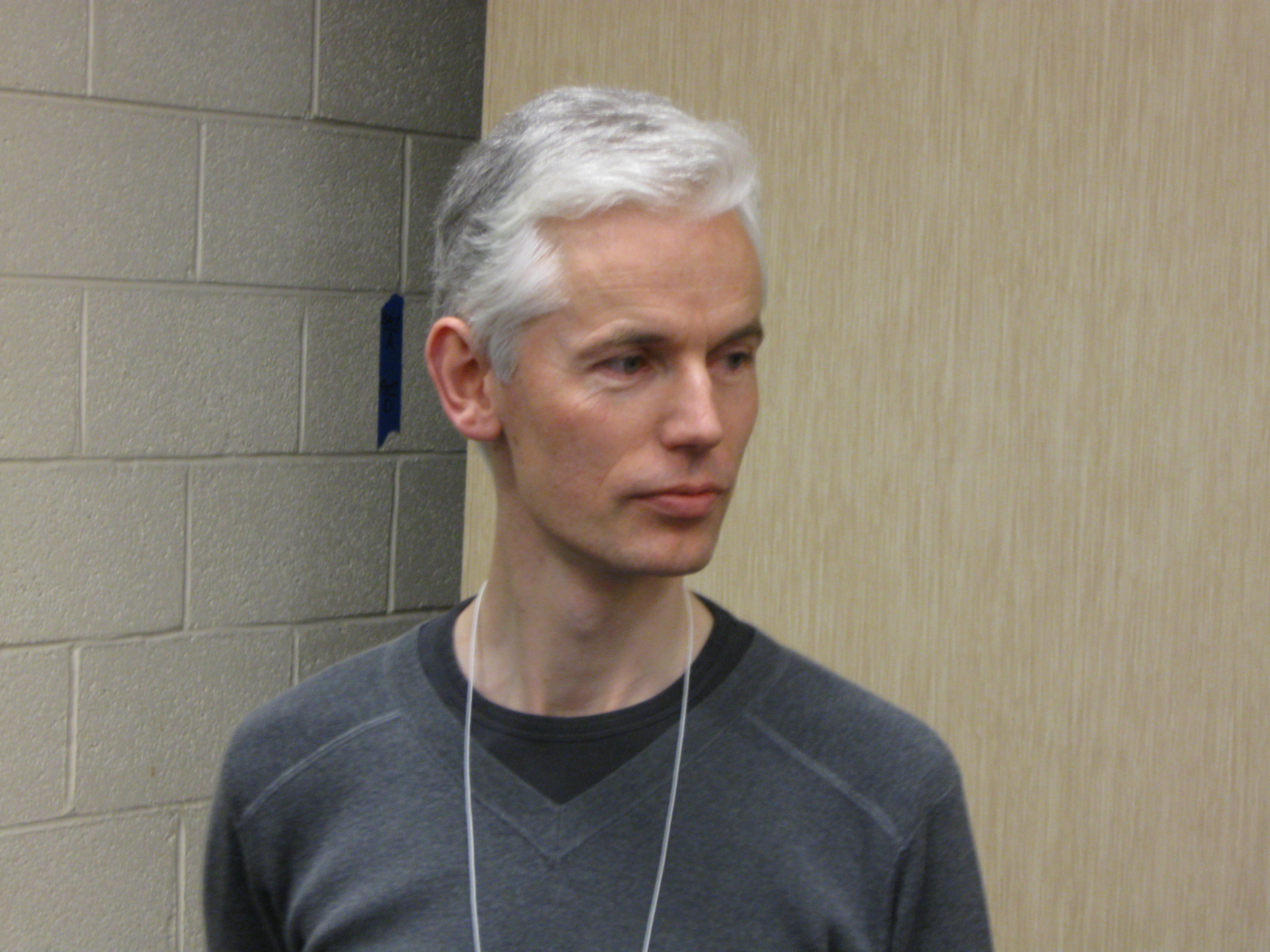
William Timothy Gowers (* 1963)

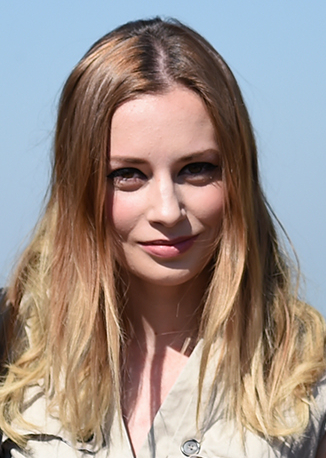
Mária Čírová (* 1988)

- 1563 – Žofie Württemberská, sasko-výmarská vévodkyně († 21. července 1590)
- 1621 – Protopop Avvakum, ruský pop, zakladatel pravoslavné sekty starověrců († 14. dubna 1682)
- 1627 – Šarlota Hesensko-Kasselská, hesenská princezna a falcká kurfiřtka († 16. března 1686)
- 1629 – Arnošt August Brunšvicko-Lüneburský, hannoverský kurfiřt, otec britského krále Jiřího I. († 23. ledna 1698)
- 1660 – Daniel Ernst Jablonský, německý teolog a reformátor, biskup Jednoty Bratrské († 25. května 1741)
- 1727 – Marie Josefa z Harrachu, lichtenštejnská kněžna, provdaná Lobkovicová († 15. února 1788)
- 1752 – Thomas Chatterton, anglický básník († 24. srpna 1770)
- 1753 – Louis Berthier, francouzský napoleonský maršál († 1. června 1815)
- 1759 – Mikuláš Zmeškal, slovenský skladatel a úředník († 26. června 1833)
- 1761 – Papež Pius VIII. († 1830)
- 1762 – Pierre André Latreille, francouzský entomolog († 6. února 1833)
- 1787 – Johann Nikolaus von Dreyse, německý puškař († 9. prosince 1867)
- 1794 – Eduard Rüppell, německý přírodovědec († 10. prosince 1884)
- 1805 – Cvi Hirš Chajes, haličský talmudista († 12. října 1855)
- 1813 – Franc Miklošič, slovinský lingvista a filolog († 7. března 1891)
- 1815 – Franz von John, ministr války Rakouska-Uherska († 25. května 1876)
- 1823 – Bethel Henry Strousberg, německý podnikatel († 31. května 1884)
- 1834 – Marie Bádenská, bádenská princezna a leiningenská kněžna († 21. listopadu 1899)
- 1841 – Victor D'Hondt, belgický právník, obchodník a matematik († 30. května 1901)
- 1850
  - Wilhelm Klein, rakouský archeolog († 2. února 1924)
  - Charlotta Garrigue Masaryková, choť československého prezidenta Tomáše Garrigua Masaryka († 13. května 1923)
- 1851 – Markéta Savojská, italská královna († 4. ledna 1926)
- 1853 – Oskar Potiorek, rakousko-uherský generál († 17. prosince 1933)
- 1855 – Josiah Royce, americký filozof, logik a spisovatel († 14. září 1916)
- 1858 – Selma Lagerlöfová, švédská spisovatelka, nositelka Nobelovy ceny († 16. března 1940)
- 1862
  - Georges Palante, francouzský filozof a sociolog († 5. srpna 1925)
  - Edvard Westermarck, finský filozof, antropolog a sociolog († 3. září 1939)
- 1869 – Zinaida Nikolajevna Gippiusová, ruská básnířka a spisovatelka († 9. září 1945)
- 1880 – Artur Payr, rakouský architekt a vysokoškolský profesor († 25. února 1937)
- 1881 – Iraklij Cereteli, gruzínský menševický politik († 20. května 1959)
- 1886
  - Karl von Frisch, rakouský etolog, nositel Nobelovy ceny († 12. června 1982)
  - Alexandre Stavisky, francouzský podvodník († 8. ledna 1934)
- 1889 – Edwin Powell Hubble, americký astronom († 28. září 1953)
- 1897 – Germaine Krull, německá fotografka († 31. července 1985)
- 1898
  - Richmond Landon, americký olympijský vítěz ve skoku do výšky 1920 († 13. června 1971)
  - Wiktor Niemczyk, polský evangelický teolog († 18. listopadu 1980)
- 1901 – José Andrade, uruguayský fotbalista († 5. října 1957)
- 1902 – Erik Eriksen, dánský premiér († 7. října 1972)
- 1905 – Friedl Rinderová, německá šachistka († 3. června 2001)
- 1908
  - Jenő Kerényi, maďarský sochař († 10. července 1975)
  - Vane Bor, srbský spisovatel († 6. května 1993)
- 1911
  - David Seymour, americký fotograf († 10. listopadu 1956)
  - Jean Shileyová, americká olympijská vítězka ve skoku do výšky z roku 1932 († 11. března 1998)
- 1912 – Otto von Habsburg, rakouský arcivévoda († 2011)
- 1916
  - Charles E. Osgood, americký psycholog († 15. září 1991)
  - Donald T. Campbell, americký psycholog († 5. května 1996)
- 1918 – Tibor Frešo, slovenský skladatel a dirigent († 7. června 1987)
- 1923 – Nadine Gordimerová, jihoafrická spisovatelka, nositelka Nobelovy ceny († 13. července 2014)
- 1924
  - Benoît Mandelbrot, francouzský matematik, zakladatel fraktální geometrie († 14. října 2010)
  - Karen Harupová, dánská plavkyně († 9. července 2009)
- 1925
  - Robert F. Kennedy, americký politik († 6. června 1968)
  - Maja Plisecká, ruská tanečnice a choreografka († 2. května 2015)
- 1926 – John Gardner, britský spisovatel, autor románů o agentu Jamesi Bondovi
- 1930 – Čche Jong-rim, severokorejský premiér
- 1931 – Franz Bydlinski, rakouský právník († 7. února 2011)
- 1932 – Ivan Laluha, slovenský historik, sociolog
- 1934
  - Fajrúz, libanonská zpěvačka
  - Lev Polugajevskij, sovětský šachový velmistr († 30. srpna 1995)
- 1935
  - Anne LaBastille, americká spisovatelka († 1. července 2011)
  - Imre Makovecz, maďarský architekt († 27. září 2011)
- 1936
  - Hans van Abeelen, nizozemský behaviorální genetik († 1. srpna 1998)
  - Don DeLillo, americký romanopisec, dramatik a esejista
- 1940 – Arieh Warshel, izraelsko-americký biochemik a biofyzik, nositel Nobelovy ceny
- 1942
  - Joe Biden, 46. prezident USA
  - Norman Greenbaum, americký písničkář
  - Daniel A. Helminiak, americký spisovatel, katolický kněz, teolog a psycholog
- 1943 – Ivan Hrdlička, slovenský fotbalista, československý reprezentant
- 1946
  - Duane Allman, americký kytarista († 29. října 1971)
  - Kirill, nejvyšší představitel Ruské pravoslavné církve
- 1947
  - Joe Walsh, americký zpěvák, kytarista a multiinstrumentalista
  - George Grantham, americký bubeník a zpěvák, člen skupiny Poco
- 1948
  - Barbara Hendricks, afroamerická sopranistka
  - Gunnar Nilsson, švédský pilot F1 († 20. října 1978)
- 1954
  - Aneka, skotská folková zpěvačka
  - Frank Marino, kanadský kytarista
- 1956 – Bo Derek, americká herečka a modelka
- 1957 – Goodluck Jonathan, prezident Nigérie
- 1959
  - Jim McGovern, americký politik
  - Orlando Figes, britský historik
  - Sean Youngová, americká herečka
- 1962 – Gail Ann Dorsey, americká zpěvačka a baskytaristka
- 1963 – William Timothy Gowers, anglický matematik
- 1979 – Bojana Popovićová černohorská házenkářka
- 1980 – Martina Suchá, slovenská tenistka
- 1983 – Lucia Klocová, slovenská atletka
- 1984 – Maria Höflová-Rieschová, německá alpská lyžařka
- 1986 – Oliver Sykes, britský hudebník, frontman kapely Bring Me the Horizon
- 1988 – Mária Čírová, slovenská zpěvačka
- 1989 – Sergej Polunin, ukrajinsko-ruský baletní tanečník
- 1993 – Scott Barrett, novozélandský ragbista
- 1995
  - Iván García Cortina, španělský silniční cyklista
  - Timothy Cheruiyot, keňský atlet, běžec
- 2001 – Caty McNallyová, americká tenistka
- 2004 – Youssoufa Moukoko, kamerunský fotbalista

## Úmrtí
Automatický abecedně řazený seznam viz Kategorie:Úmrtí 20. listopadu

### Česko

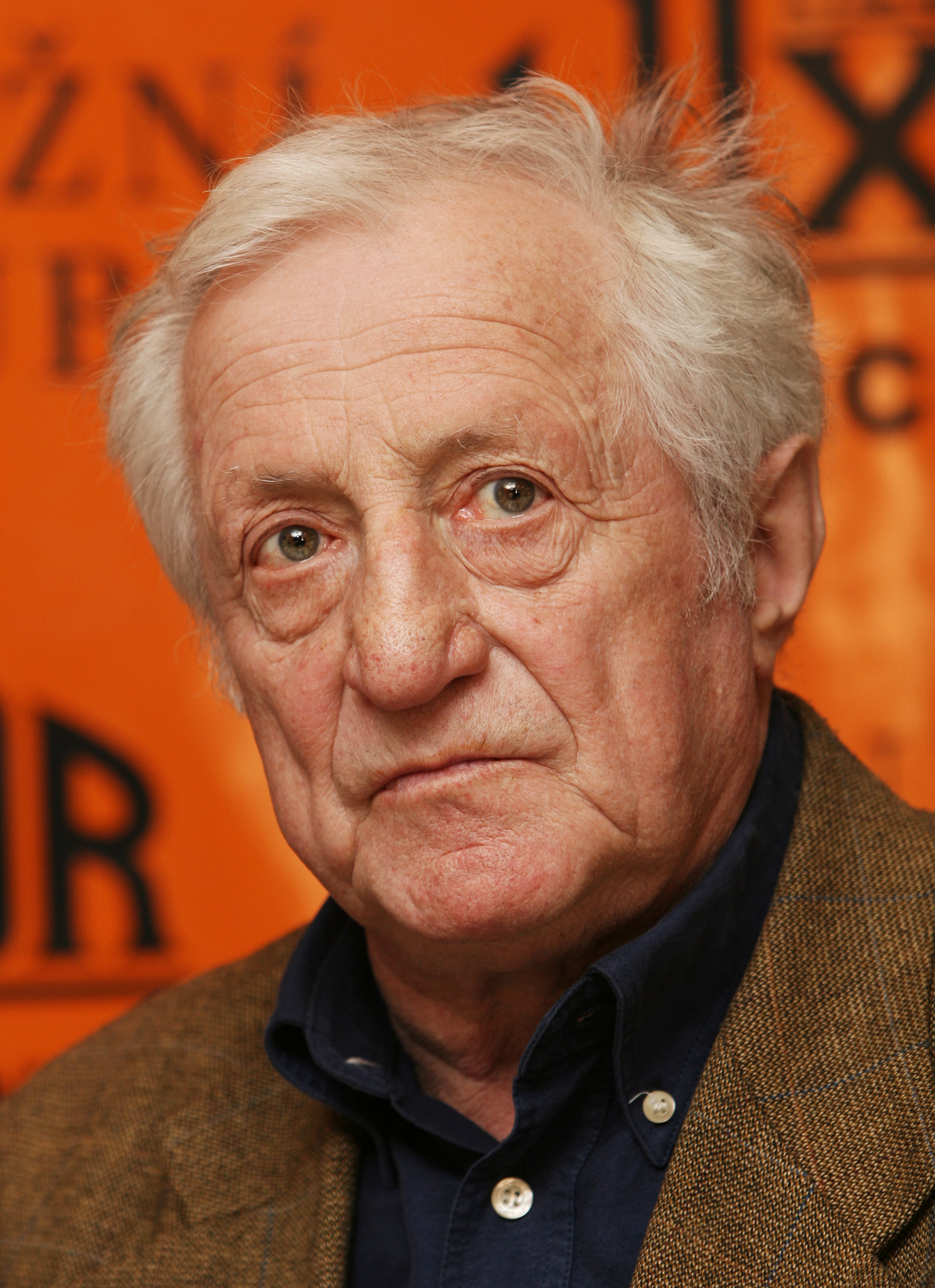
Pavel Bobek († 2013)

- 1874 – František Bronislav Kořínek, spisovatel publicista a pedagog (* 27. srpna 1831)
- 1898 – Anton Tausche, zemědělský odborník a politik německé národnosti (* 27. července 1838)
- 1902 – Edvard Jan Brynych, biskup královéhradecký (* 4. května 1846)
- 1907 – Josef Wünsch, cestovatel (* 29. června 1842)
- 1917 – Jaroslav Špillar, malíř (* 11. října 1869)
- 1929 – Emanuel Fait, učitel a cestovatel (* 18. července 1854)
- 1932
  - Karel Viškovský, čs. ministr spravedlnosti a obrany (* 8. července 1868)
  - Karel Boromejský Mádl, historik a kritik umění (* 15. srpna 1859)
- 1944 – Věra Lišková-Traubová, literární kritička (* 19. října 1910)
- 1950 – Václav Flajšhans, filolog a literární historik (* 1. července 1866)
- 1966 – Vojtěch Krch, architekt (* 23. července 1892)
- 1971 – Josef Myslivec, historik umění, byzantolog, překladatel, politický vězeň (* 7. července 1907)
- 1978 – Jindřich Spáčil, spisovatel a amatérský archeolog (* 24. května 1899)
- 1984 – Antonín Hřebík, československý politik a odbojář (* 24. února 1902)
- 2004 – Bohuslav Blažek, sociální ekolog (* 18. října 1942)
- 2007 – Ivo Štuka, básník, spisovatel, novinář, překladatel (* 10. února 1930)
- 2005 – Přemysl Charvát, dirigent (* 4. října 1930)
- 2013
  - Pavel Bobek, zpěvák (* 16. září 1937)
  - Jan Kratochvíl, režisér, herec, divadelní organizátor (* 8. června 1940)
- 2023
  - Zdena Hadrbolcová, herečka (* 13. července 1937)
  - Jiří Dušek, herec (* 14. února 1924)

### Svět

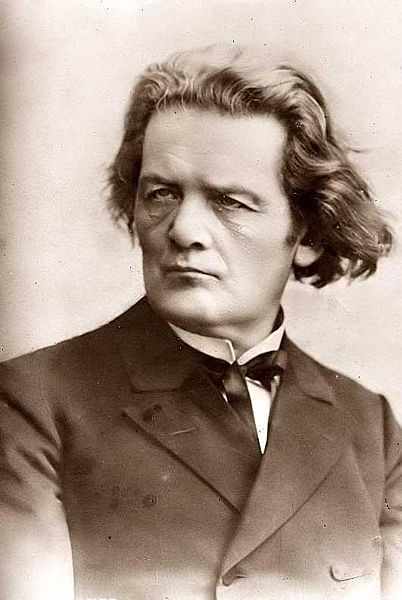
Anton Rubinstein († 1894)

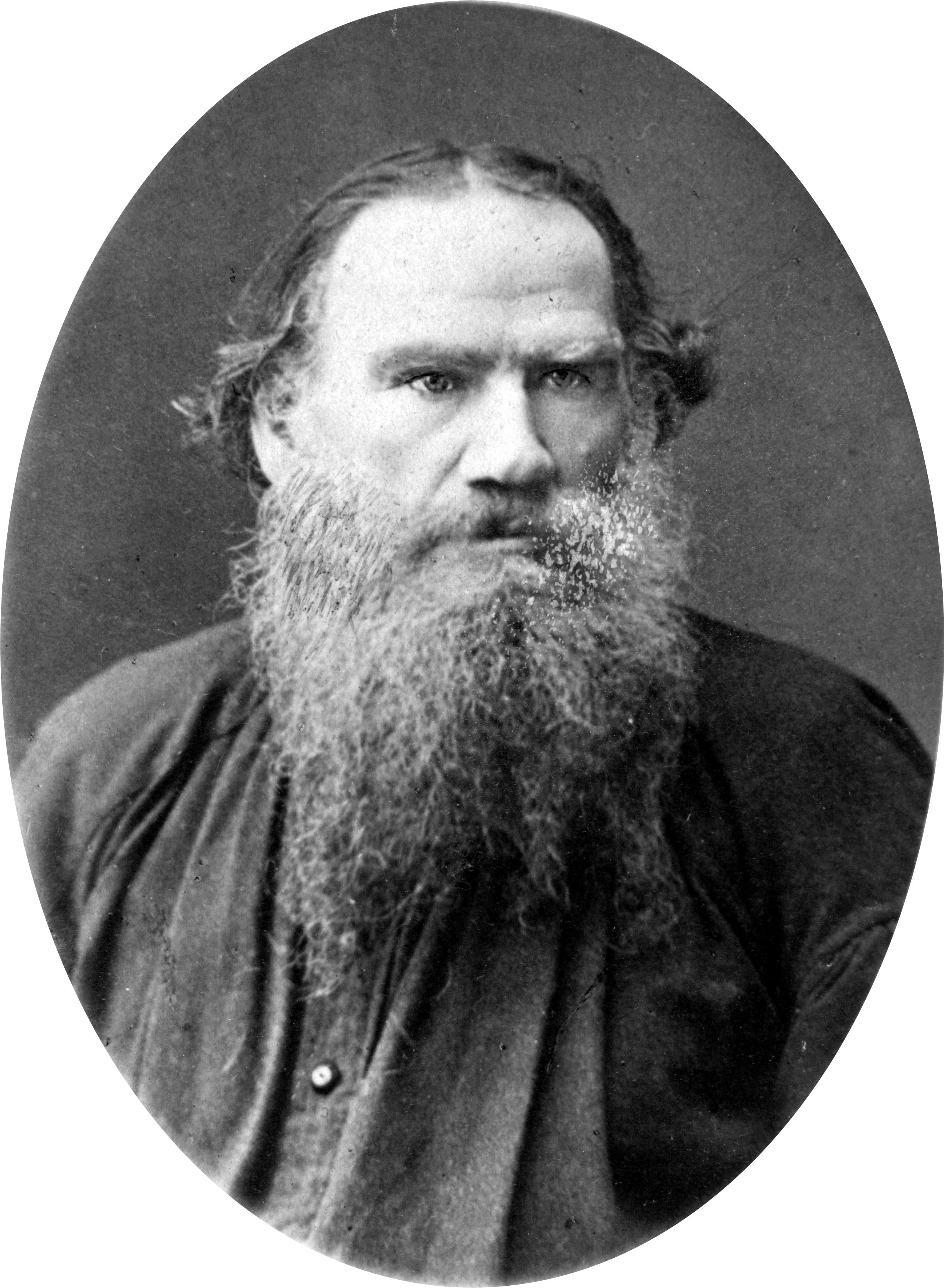
Lev Nikolajevič Tolstoj († 1910)

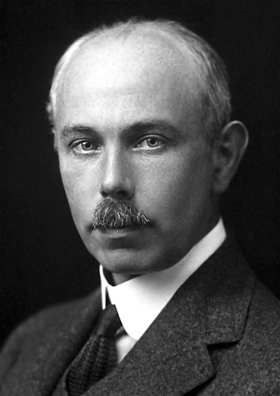
Francis William Aston († 1945)

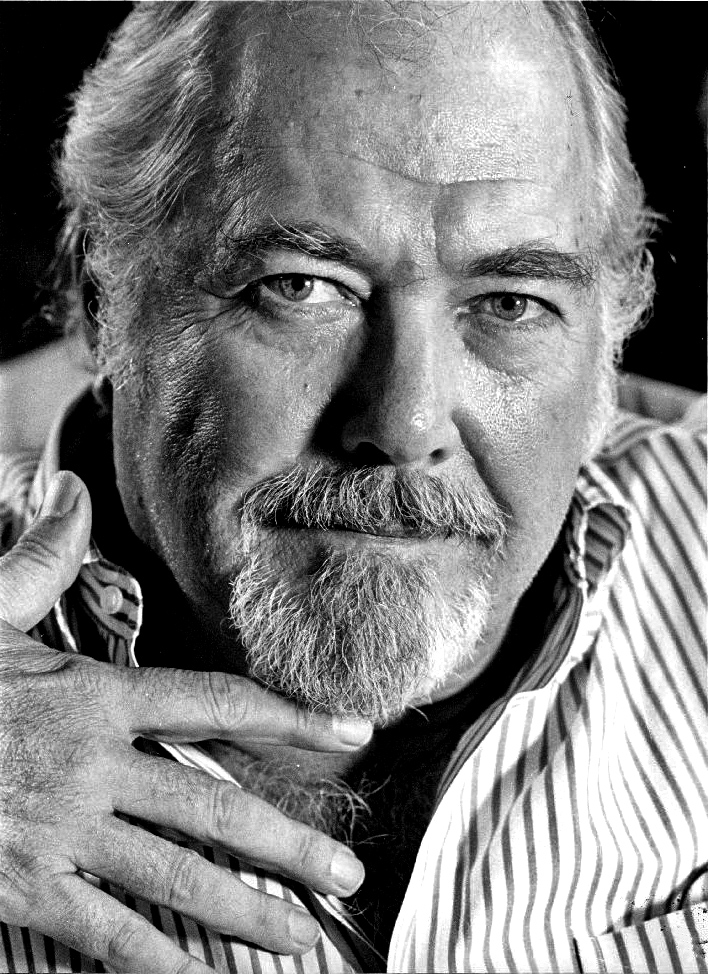
Robert Altman († 2006)

- 1316 – Jan I. Francouzský, zvaný Pohrobek, francouzský král (* 15. listopadu 1316)
- 1480 – Eleonora Skotská, arcivévodkyně a tyrolská hraběnka (* 1433)
- 1503 – Magnus II. Meklenburský, meklenburský vévoda (* 1441)
- 1518 – Pierre de La Rue, franko-vlámský renesanční skladatel (* 1460)
- 1559 – Frances Brandonová, anglická šlechtična, dcera Marie Tudorovny (* 16. července 1517)
- 1598 – Adam Bohorič, slovinský reformátor a jazykovědec (* 1520)
- 1662 – Leopold I. Vilém Habsburský, nejmladší syn císaře Ferdinanda II. (* 6. ledna 1614)
- 1665 – Julius Jindřich Sasko-Lauenburský, šlechtic, vévoda, císařský vojevůdce (* 9. dubna 1586)
- 1722 – John Lombe, anglický vynálezce strojního předení hedvábí (* 1693)
- 1737 – Karolina z Ansbachu, manželka britského krále Jiřího II. (* 1. března 1683)
- 1758 – Johan Helmich Roman, švédský hudební skladatel (* 26. října 1694)
- 1763 – Giacomo Sellitto, italský skladatel (* 28. července 1701)
- 1764 – Christian Goldbach, německo-ruský matematik (* 18. března 1690)
- 1872 – Lars Johan Hierta, švédský novinář a politik (* 22. ledna 1801)
- 1874 – Karel Ferdinand Habsburský, rakouský arcivévoda (* 29. července 1818)
- 1793 – Johann Nepomuk Steiner, rakouský portrétista a malíř oltářních obrazů (* 19. března 1725)
- 1875 – František V. Modenský, modenský vévoda, arcivévoda rakouský (* 1. června 1819)
- 1880 – Léon Cogniet, francouzský malíř (* 29. srpna 1794)
- 1882 – Henry Draper, americký fyzik a astronom (* 7. března 1837)
- 1889 – August Ahlqvist, finský básník, literární kritik, filolog (* 7. srpna 1826)
- 1894 – Anton Rubinstein, ruský pianista, skladatel a dirigent (* 28. listopadu 1829)
- 1903 – Gaston de Chasseloup-Laubat, francouzský automobilový závodník (* 1867)
- 1904 – Ivan Nikolajevič Gorožankin, ruský botanik (* 28. srpna 1848)
- 1906 – Jakob Julius David, český novinář a spisovatel (* 6. února 1859)
- 1907
  - Paula Modersohn-Beckerová, německá malířka (* 8. února 1876)
  - Josef Wünsch, pedagog a cestovatel (* 29. června 1842)
- 1908 – Georgij Feodosjevič Voronoj, ukrajinský matematik (* 28. dubna 1868)
- 1910 – Lev Nikolajevič Tolstoj, ruský spisovatel a filozof (* 9. září 1828)
- 1918
  - John Bauer, švédský malíř (* 4. června 1882)
  - Johann Brotan, rakouský stavitel lokomotiv (* 24. června 1843)
- 1925
  - Stefan Żeromski, polský spisovatel a dramatik (* 14. října 1864)
  - Alexandra Dánská, britská královna (* 1. prosince 1844)
- 1934
  - Willem de Sitter, nizozemský matematik, fyzik a astronom (* 6. května 1872)
  - Joel Lehtonen, finský spisovatel (* 11. listopadu 1881)
- 1935
  - Izz ad-Dín al-Kassám, arabský nacionalista a terorista (* 19. listopadu 1882)
  - John Jellicoe, britský admirál (* 5. prosince 1859)
- 1936
  - José Antonio Primo de Rivera, španělský politik a právník, zakladatel Falangy (* 24. dubna 1903)
  - Buenaventura Durruti, španělský anarchista (* 14. července 1896)
  - María Dolores Llimona Planas, španělská řádová sestra a mučednice (* 2. listopadu 1860)
- 1938
  - Maud z Walesu, norská královna (* 26. listopadu 1869)
  - Lev Šestov, ruský spisovatel a filozof (* 13. února 1866)
- 1944
  - Chaviva Reiková, členka výsadkové skupiny Amsterdam (* 21. července 1914)
  - Refa'el Reisz, člen výsadkové skupiny Amsterdam (* 11. srpna 1914)
- 1945 – Francis William Aston, anglický chemik, nositel Nobelovy ceny (* 1877)
- 1947 – Wolfgang Borchert, německý spisovatel (* 20. května 1921)
- 1950 – Francesco Cilea, italský skladatel (* 23. července 1866)
- 1951 – Vojta Beneš, československý politik, bratr prezidenta Edvarda Beneše (* 17. května 1878)
- 1952 – Benedetto Croce, italský filozof historik, spisovatel a politik (* 25. února 1866)
- 1957 – Otakar Mrkvička, český malíř, ilustrátor a karikaturista (* 19. prosince 1898)
- 1967 – Wolfram von den Steinen, německo-švýcarský historik (* 23. listopadu 1892)
- 1974 – Hugo Gold, izraelský historik a nakladatel (* 15. října 1895)
- 1975 – Francisco Franco, nejvyšší představitel Španělska od roku 1939 (* 4. prosince 1892)
- 1976 – Trofim Lysenko, sovětský agronom (* 17. září 1898)
- 1977 – Şadiye Sultan, osmanská princezna a dcera sultána Abdulhamida II. (* 30. listopadu 1886)
- 1978 – Giorgio de Chirico, řecko-italský malíř a sochař (* 10. července 1888)
- 1980 – John McEwen, australský premiér (* 29. března 1900)
- 1982 – Karel Hlásný, podplukovník čs. armády, exulant (* 22. října 1911)
- 1983 – Kristmann Guðmundsson, islandský spisovatel (* 23. října 1901)
- 1984 – Alexander Moyzes, slovenský skladatel (* 4. září 1909)
- 1996 – Ján Albrecht, slovenský estetik, muzikolog, hudebník (* 7. ledna 1919)
- 1999 – Amintore Fanfani, italský premiér (* 6. února 1908)
- 2000 – Vjačeslav Michajlovič Koťonočkin, ruský režisér a malíř (* 20. června 1927)
- 2002 – George Guest, velšský varhaník (* 9. února 1924)
- 2003 – David Dacko, prezident Středoafrické republiky (* 24. března 1930)
- 2006 – Robert Altman, americký herec, scenárista a režisér (* 20. února 1925)
- 2007 – Ernest Paulin, americký kapelník a trumpetista (* 22. června 1907)
- 2012 – Pete La Roca, americký bubeník (* 7. dubna 1938)
- 2016 – Konstantinos Stefanopulos, řecký prezident (* 15. srpna 1926)
- 2018 – Aaron Klug, britský biofyzik, nositel Nobelovy ceny (* 11. srpna 1926)
- 2019 – Jake Burton Carpenter, americký snowboardista, spoluvynálezce snowboardu (* 29. dubna 1954)
- 2023 – Martina Lubyová, slovenská politička (* 12. května 1967)

## Svátky

### Česko
- Nikola, Nikol, Koleta
- Nikolas
- Oktavie

### Katolický kalendář
- sv. Felix z Valois
- bl. Anna Kolesárová[1]

### Svět
- Mexiko: Den revoluce

| 20. listopad v pražském KlementinuÚdaje jsou platné k 29. 4. 2025. | 20. listopad v pražském KlementinuÚdaje jsou platné k 29. 4. 2025. | 20. listopad v pražském KlementinuÚdaje jsou platné k 29. 4. 2025. |
| minimum                                                            | denní průměr                                                       | maximum                                                            |
| ------------------------------------------------------------------ | ------------------------------------------------------------------ | ------------------------------------------------------------------ |
| −7,7 °C (1859)                                                     | 4,5 °C (od 1961)                                                   | 16,5 °C (1926)                                                     |